# Luiz Fernando Corrêa
Luiz Fernando Corrêa (Santa Maria, 1958) é um servidor público conhecido por ter sido o diretor-geral da Polícia Federal entre 2007 e 2010. Atualmente é o diretor-geral da Agência Brasileira de Inteligência.

## Formação
Formou-se em bacharel em Direito pela Universidade do Rio Grande em 1986, com MBA em Gestão em Política de Segurança Pública pela Fundação Getúlio Vargas em 2005. Participou de diversos cursos na Academia Nacional de Polícia. Também fez curso em Técnicas Especiais de Investigação e Investigação de Lavagem de Dinheiro pela Drug Enforcement Administration (DEA) e Gestão de Grandes Casos pela Federal Bureau of Investigation (FBI).

## Carreira

### Ingresso na Polícia Federal
Corrêa ingressou na Polícia Federal (PF) em 1980. Entre 1996 a 2001, chefiou a Delegacia de Repressão a Entorpecentes da Superintendência da PF no Rio Grande do Sul. Entre 2001 e 2003, foi delegado regional de Polícia da Superintendência da PF no Distrito Federal.
Durante sua passagem pela Superintendência da PF no RS, tornou-se notório por trabalhar na criação do programa de grampeio telefônico Guardião. Ele foi apontado como o líder da equipe de criação do programa, por ter colocado a informação no seu perfil da Força Nacional de Segurança Pública. Porém, ele se corrigiu, afirmando que teria sido incumbido de achar soluções técnicas para os problemas do antigo sistema de grampeio da organização, o Bedin, sendo uma das muitas pessoas a repassar as necessidades da organização para a Dígitro, como a falta de uma central digital para gerenciar os grampos.
Corrêa coordenou a atividade de inteligência da Missão Especial de Combate ao Crime Organizado no Espírito Santo em 2002 e a Missão Suporte no Rio de Janeiro em 2003.

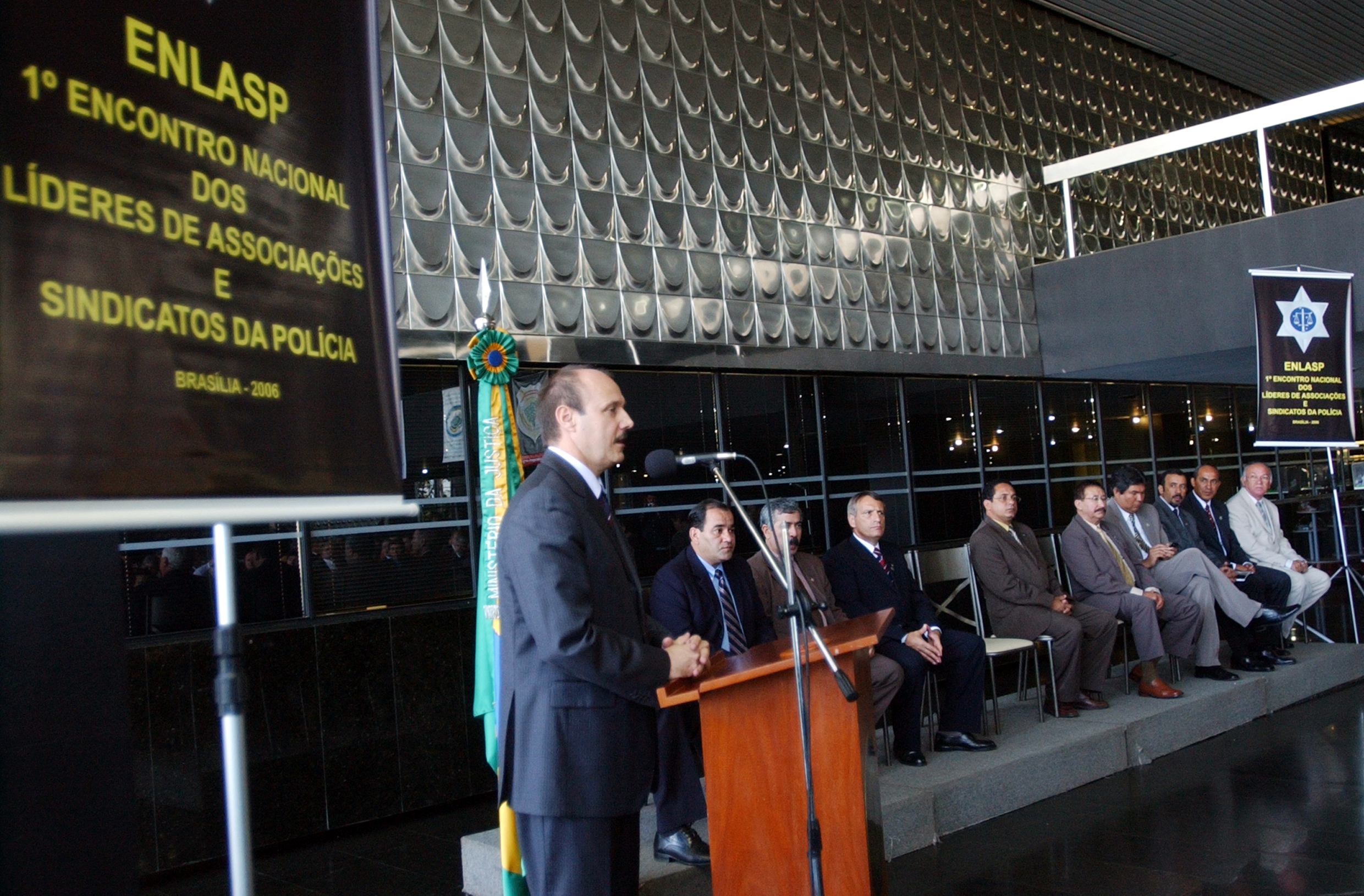
Corrêa em 2006.

### Força Nacional de Segurança Pública
Foi responsável pela criação da Força Nacional de Segurança Pública, órgão que chefiou entre 2003 e 2007.

### Diretor-Geral da Polícia Federal
Foi diretor-geral da PF entre 2007 e 2010, durante o governo Lula. Durante sua gestão, a PF protagonizou muitas investigações contra casos de corrupção no país. Após as repercussões da Operação Satiagraha, Corrêa defendeu a organização contra as acusações de que o Brasil seria um estado policialesco e disse em depoimento que não tinha conhecimento do envolvimento da Abin com Protógenes Queiroz. Também negou que a PF agisse com interesses partidários após a prisão da cúpula da construtora Camargo Corrêa em decorrência da Operação Castelo de Areia.
Durante sua gestão, também ocupou cargos internacionais. Foi representante para a América do Sul da International Association of Chiefs of Police (IACP) entre 2007 e 2010 e presidente da Comunidade de Polícias das Américas entre 2009 e 2010.

### Comitê Organizador dos Jogos Olímpicos e Paralímpicos
Corrêa se aposentou brevemente da vida pública e atuou como Diretor de Segurança do Comitê Organizador dos Jogos Olímpicos e Paralímpicos e do Rio+20 entre 2011 e 2016.
Em 2007, Corrêa foi acusado pelo Ministério Público Federal (MPF) de ter feito compras de equipamentos de inteligência sem licitação para o Consórcio Integração Pan no valor de R$ 174 milhões, lesando  os cofres públicos em R$ 18 milhões. Após a investigação, o MPF abriu uma ação civil pública em junho de 2011 pedindo sua condenação. O Comitê Organizador foi pressionado para demiti-lo, porém no dia 13 de janeiro de 2012, o órgão afirmou que Corrêa continuaria no cargo pela acusação não afetar seu trabalho. Porém, no dia 17 de janeiro, Corrêa pediu demissão junto com Flávio Pestana. Cinco dias depois, a ação foi arquivada, apesar das investigações continuarem por uma sindicância aberta no Ministério da Justiça, e Corrêa foi readmitido no cargo.

### ABIN
Em 30 de maio de 2023, Corrêa foi nomeado pelo presidente Luiz Inácio Lula da Silva como diretor-geral da Agência Brasileira de Inteligência (ABIN). Ele havia sido indicado pelo presidente em 3 de março, sendo aceito pelo Senado em 17 de maio com 43 votos favoráveis, 5 contrários e 2 abstenções. A primeira sabatina havia sido cancelada pelo questionamento de Renan Calheiros (MDB-AL) pelas nomeações de Alessandro Moretti como diretor-adjunto e de Paulo Maurício Fortunato Pinto como secretário de Planejamento. Moretti chefiou a área de inteligência da PF durante o governo Bolsonaro e Paulo Maurício havia sido afastado do setor de contrainteligência da ABIN durante o governo Lula em 2008 por ter feito grampos ilegais contra ministros do Supremo Tribunal Federal (STF). Na ocasião, Lula havia transferido a ABIN do Gabinete de Segurança Institucional (GSI) para a Casa Civil, mudando o que havia sido feito no governo Bolsonaro. De acordo com Corrêa, Lula demandou uma reformulação da ABIN para que ela funcionasse como um sistema de inteligência de estado, e não que "[...]  a agência fosse usada para vigiar brasileiros ou que fosse tutelado por militares". Uma das atribuições da chamada Nova Abin foi o monitoramento de grupos extremistas online.
Em 25 de janeiro de 2024, a PF notificou o STF que a direção da ABIN interferiu com as investigações do FirstMile, software espião adquirido durante o governo Bolsonaro. A PF também afirmou ter encontrado outras possíveis ferramentas de espionagem em busca e apreensão realizada em 2023, o Cobalt Strike e a LTESniffer. Corrêa foi chamado para depor na Comissão de Controle da Atividade de Inteligência do Senado Federal. Corrêa afirmou que o uso do FirstMile pela ABIN era um fato passado e que não tinha compromisso com o erro. Também ressaltou o compromisso da ABIN com a transparência.
Em junho de 2025, Corrêa foi indiciado pela Polícia Federal por prevaricação e coação no curso do processo, tendo provocado efeitos nefastos para a investigação de ações clandestinas do órgão. O relatório final da Polícia Federal aponta que Corrêa usurpou o exercício da função pública de diretor antes de sua nomeação oficial e trabalhou para desacreditar a investigação classificando-a como 'política', suas ações no sentido atrapalhar as investigações incluem a demora para entregar dados sobre o FirstMile, assédio moral contra a corregedora da agência, vazamento de informações contidas em processo sigiloso e a transferência do ex-diretor adjunto, Victor Carneiro, para que não fosse alvo de uma operação da PF. Ainda de acordo com a Polícia Federal, já na gestão do Governo Lula, a Abin espionou autoridades paraguaias com o objetivo de obter informações sobre uma negociação envolvendo a usina de Itaipu.

## Publicações
- Mais Forte - Olimpíadas Seguras em Meio ao Caos (2017, coautor)[29]